# Municipio de Burritt
El municipio de Burritt (en inglés: Burritt Township) es un municipio ubicado en el condado de Winnebago en el estado estadounidense de Illinois. En el año 2010 tenía una población de 947 habitantes y una densidad poblacional de 11,2 personas por km².

## Geografía
El municipio de Burritt se encuentra ubicado en las coordenadas 42°19′56″N 89°13′49″O / 42.33222, -89.23028. Según la Oficina del Censo de los Estados Unidos, el municipio tiene una superficie total de 84.57 km², de la cual 84,21 km² corresponden a tierra firme y (0,42 %) 0,36 km² es agua.

## Demografía
Según el censo de 2010, había 947 personas residiendo en el municipio de Burritt. La densidad de población era de 11,2 hab./km². De los 947 habitantes, el municipio de Burritt estaba compuesto por el 94,61 % blancos, el 1,58 % eran afroamericanos, el 0,21 % eran asiáticos, el 1,58 % eran de otras razas y el 2,01 % eran de una mezcla de razas. Del total de la población el 4,01 % eran hispanos o latinos de cualquier raza.